# Gringo Trail
Als Gringo Trail wird eine Route durch Mittelamerika und Südamerika bezeichnet, die die meist frequentierten Sehenswürdigkeiten durch Touristen der ganzen Welt zusammenfasst.
Highlights des Gringo Trail sind:
- Antigua, Guatemala
- Bay Islands, Honduras
- Bocas Del Toro, Panama
- Cascadas de Agua Azul, Chiapas – Mexiko
- Caye Caulker, Belize
- Chichen Itza, Mexiko
- Granada, Nicaragua
- Isla Mujeres, Mexiko
- Jacó, Costa Rica
- Lake Atitlan, Guatemala
- Leon, Nicaragua
- Machu Picchu, Peru,
- Monte Verde, Chile
- Montezuma, Costa Rica
- Ometepe Island, Nicaragua
- Puerto Escondido, Mexiko
- Puerto Viejo de Talamanca, Costa Rica
- San Juan del Sur, Nicaragua
- Tikal, Guatemala
- Tulum, Mexiko